# 诺科 (加利福尼亚州)
诺科（英語：Norco），是美国加利福尼亚州里弗赛德县下属的一座城市。建市于1964年12月28日，面积大约为13.96平方英里（36.2平方公里）。根据2010年美国人口普查，该市有人口27,063人。